# Cercle amical lannemezanais
Pour les articles homonymes, voir CAL.
Maillots
Actualités
Dernière mise à jour : 14 juin 2022.
Le Cercle amical lannemezanais (ou CA Lannemezan ou CAL) est un club de rugby à XV français basé à Lannemezan (Hautes-Pyrénées).
Il fait partie de la Ligue régionale Occitanie de rugby.
Le club évolue en Nationale 2.

## Histoire du club

### Du début du rugby à l'accession au premier plan du rugby français (1904-1945)

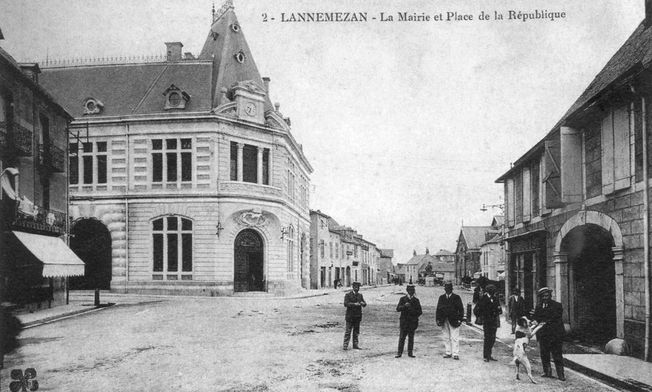
Lannemezan au siècle dernier.

#### Fondation du CA Lannemezan 1913
Le premier match de rugby à Lannemezan est disputé en février 1904, mais le Stade Lannemezanais n'est fondé que le 1er août 1913. Après la Première Guerre mondiale, le club est reformé sous le nom de Cercle amical lannemezanais. Il évolue dans les divers championnats régionaux et atteint l'élite régionale dans les années 1930. Enfin, en 1945, le club est intégré au championnat national, dans une poule regroupant Bergerac, le PUC et le Stade toulousain. Le club retombe néanmoins vite.

### Période faste du rugby lannemezanais (1946-1970)

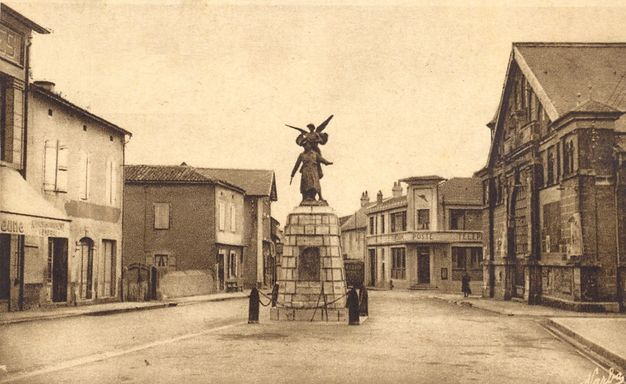
Lannemezan dans les années 1950.

Dans les années 1950, le CAL évolue en deuxième division avant qu'une décision contestable de la FFR envoie le club du plateau en troisième division. Courageusement, dirigeants et joueurs entreprirent de retrouver une place au soleil. De retour en fédérale (division 2) en 1959, le CA Lannemezan brille pour accéder à l'élite : le championnat de première division à 56 clubs dès la saison 1961-1962. C'est une période faste qui débute à Lannemezan. Le club affronte les meilleures équipes et arrive à se qualifier pour les phases finales (le CAL fait partie des seize meilleurs clubs français en 1962) et se qualifie encore la saison suivante pour les seizièmes de finale où il frôle l'exploit face à Grenoble, vice-champion d'Europe.
La même année, les juniors crabos sont champion de France ayant disposé de Perpignan en finale.
Lannemezan s'appuie alors essentiellement sur sa formation.
En 1964, le club, vice-champion de France Reichel fourni une première ligne entière, Baux-Dumas-Rodriguez, à l'équipe de France junior.
Le troisième ligne Maurice Dupey, autre élément majeur de cette formation signe en fin de saison pour la Section paloise.
L'équipe première quant à elle atteint encore les seizièmes de finale du Championnat.
L'année suivante, les Reichel atteignent encore les demi-finales du championnat de France.
La réserve est sacrée championne de France en 1968.

### Période d'instabilités après relégation (1970-1996)
La saison saison 1970-1971 stoppe la belle aventure du CAL ; c'est la relégation en deuxième division.
Dès lors, le club du plateau de Lannemezan va tomber dans l'anonymat. Il y a quelques éclaircies grâce à ses équipes de jeunes.
Les cadets sont champion de France en 1975 avec un certain Pierre Berbizier comme capitaine mais ce dernier quittera le club du plateau pour Lourdes un an plus tard.
D'autres joueurs resteront cependant au club et seront à la base de l'équipe qui sera de retour pour quatre saisons en première division, groupe B (entre 1977-1978 et 1980-1981).
Mais le club ne se maintient pas, notamment à cause du départ de bons jeunes  vers des clubs plus huppés comme le futur pilier international Marc Pujolle vers Toulon ou le futur ailier international Philippe Bérot vers Agen. Le CAL devient alors un club ordinaire en 2e division (fédérale 2 actuelle), parvenant à se qualifier, mais en étant éliminé dès les 1/32e ou les 1/16e. Il faut attendre la saison 86/87 pour atteindre les nouveaux play off passés avec brio, et une montée en 1re division... le temps d'une seule saison. la saison 87/88 est composée de 16 poules de 5 ou les 2 premiers jouent ensuite en groupe A. Lannemezan est en compagnie de Tarbes, La Rochelle, Narbonne et Blagnac. Terminant dernier, il est reversé en groupe B, mais ne peut lutter face à Albi, Colomiers, Salles, etc. C'est le retour en 2e division jusqu'en 1992/93.
Lannemezan y effectue des saisons moyennes mais remporte néanmoins le titre de champion de France de Fédérale B en 1989.
Lannemezan remonte ensuite en première division groupe B en 1995.

### Montée en élite 2 (1998-2000)
C'est au milieu des années 1990 que le Cercle amical lannemezanais va retrouver un peu de son standing en retrouvant la Fédérale 1, puis en accédant au terme de la brillante saison 1997-1998 à l'élite 2.
Le CAL, quatrième de la poule unique atteint même les quarts de finale de l'élite 2, battu par Montpellier, pourtant moins bien classé à l'issue de la saison régulière 27 à 26. Le Président Jacques Terrene met en place la SEMOS CAL afin de donner un maximum de moyens financiers au rugby lannemezanais qui est entré dans l'ère du professionnalisme. Il faut attendre les années 2000 pour que le club refasse parler de lui quand il accède au championnat professionnel de deuxième division, le Pro D2. Mais la Ligue nationale de rugby refuse la montée, arguant une situation financière trop fragile. La seule solution viable est la fusion avec le Stadoceste tarbais, glorieux ancien du rugby de la région, qui vient d'obtenir la promotion en Fédérale 2.

### Fusion avec le Stadoceste tarbais (2001)
Après de multiples épisodes, le CAL accepte de se fondre dans le LR 65, bientôt changé en TPR 65,. Seule l'équipe première quitte Lannemezan, les équipes de jeunes demeurant en place. Très vite, les Lannemezanais sont déçus par la tournure des évènements et certains quittent la nouvelle entité pour refonder une équipe première du CAL. « Nous sommes les plus grands cocus du rugby professionnel. En fusionnant, la ville de 6 000 habitants a perdu son âme. Le stade ne servait plus à rien ; plus personne n’y jouait, tout avait été transféré à Tarbes, même l’école de rugby. Le dimanche, tout était mort, les cafés restaient fermés. » (Jean-Louis Fourcade, président du CAL). C’est pourquoi en 2001, les Lannemezanais quittent le TPR et recréent l’équipe première du CAL.

### Nouveau départ du club et accession au rugby professionnel (2001-2011)

#### Intégration au championnat de Fédérale 2 2001
En 2001, le club repart en Fédérale 2. Mais après une première saison décevante, le club est relégué en Fédérale 3. Puis après une saison de maintien en 2002-2003, le club alors remonte coup sur coup en élite amateur (montée en Fédérale 2 en 2004 puis en Fédérale 1 en 2005) en seulement deux saisons. De 2005 à 2008, le club se maintient en Fédérale 1, en remportant le titre de vice-champion de France de play down en 2005-2006, puis en se qualifiant pour les phases de play-off (Trophée Jean Prat) deux saisons de suite, éliminé en quart de finale lors des saisons 2006-2007 et 2007-2008.

#### Champion de France de Fédérale 1 et montée en Pro D2 2009
Mais la saison 2008-2009 marque un tournant pour le club. Dominateur lors de la saison régulière, Lannemezan finit premier de sa poule (12 victoires en 14 matches) et se classe deuxième meilleure équipe toutes poules confondues derrière Chalon-sur-Saône. Le club est alors qualifié une nouvelle fois pour le Trophée Jean Prat, où il termine là aussi en première place (5 victoires en 6 matches), devant Massy, Orléans et Aubenas. Cette première place lui permet d'accéder directement aux quarts de finale, sans passer par le match de barrage. Le CAL remporte alors successivement son quart de finale contre Marmande-Casteljaloux, puis la demi-finale contre le grand favori Chalon-sur-Saône. La finale se déroule au stade Albert-Domec de Carcassonne contre Aix-en-Provence devant plus de 7 000 spectateurs qui assistent au couronnement du CAL sur le score de 9 à 6 après prolongations (6-6 à la fin du temps réglementaire). Le club se classe alors trente-et-unième meilleure équipe de France, en remportant le Trophée Jean-Prat, et accède ainsi au rugby professionnel grâce à la montée en Pro D2 réservée aux deux finalistes. Cependant, le club n'a jamais été en mesure de se maintenir en Pro D2 au cours de la saison, et après seulement une saison dans le monde professionnel, le club redescend en élite amateur.

#### Retour dans le monde amateur 2011
Pour son retour en Fédérale 1, lors de la saison 2010-2011, le club doit faire face à de nombreux départs et composer avec une équipe en grande majorité renouvelée. Cette première saison en élite amateur est donc une saison de transition, où le club a pour seul objectif le maintien. Après une saison inégale et sans réel coup d'éclat (2 défaites à domicile contre Tyrosse et Figeac, couplées à seulement 3 victoires à l'extérieur : Orthez, Tournefeuille et Morlaàs), le club parvient malgré tout à se qualifier pour les phases finales, où il rencontre de nouveau le club de Massy, prétendant à la montée. Malgré un très bon match aller à Lannemezan, soldé par une victoire 29 à 26, le club est éliminé après avoir craqué en seconde mi-temps lors du match retour et s'être assez lourdement incliné en terres parisiennes (27-9).
En 2011, le CAL repart à nouveau en fédérale 1, poule 4. Mais l'objectif fixé, à savoir la qualification pour les 1/8 de finale (sans pour autant espérer un retour dans le monde professionnel), n'est pas atteint. En finissant à 1 point de la 4e place, Lannemezan échoue dans sa quête. Pourtant, l'équipe paraissait assez séduisante... sur le papier. Mais quelques contre-performances, quelques matchs non aboutis, et surtout une phase aller assez moyenne, sont les ingrédients de cette relative déception. Tous auraient aimé fêté plus dignement l'ultime saison du président Jean Louis Fourcade, qui a remis le CAL dans le sens de la marche, après cette fameuse fusion avec Tarbes à la fin des années 1990. Son parcours à la tête du CA Lannemezan reste exceptionnel, avec un titre de champion de France de Fédérale 3 contre Sorgues en 2004, et un autre titre de Champion de France de Fédérale 1 (Jean Prat) en 2009, contre Aix en Provence sur la pelouse de Carcassonne, devant près de 6 000 supporters rouge et blanc. Il y aura donc un après Fourcade, en fédérale 1, avec un budget assez faible et en tout cas inférieur à la moyenne (budget Lannemezan 2011/12 : 700 000 euros, contre une moyenne de 990 000 euros dans cette division.). La réserve (Nationale B) atteint lors de cette saison 2011/12 les 1/2 finales, éliminée par l'US Bobigny aux tirs au but (8 tirs au but à 7).
La saison 2012-2013 sera décisive car la fédérale 1 tend à se professionnaliser de plus en plus avec des budgets de plus en plus gros (on parle d'une moyenne de 1 200 000 euros pour la saison 12/13, alors que le Cercle Amical Lannemezanais devrait rester autour de 700 000 euros)
Alors, avec des moyens financiers très limités, le CAL pourra-t-il rester durablement dans cette fédérale 1 ?
Au terme de la saison 2012/13, le CAL, doté d'un nouveau président, Alain Dassain, n'arrive pas à se qualifier dans une poule ou on trouve notamment des clubs sinon professionnels, en tout cas pas loin de qui se pratique au sein de la Ligue Nationale de Rugby : US Montauban, Nevers, Limoges, etc.
Ainsi, le CAL termine à la 7e place sur 10 (poule 4). Dans cette poule 4, Montauban (futur 1/2 finaliste), Nevers (futur 1/4 de finaliste), Oloron (battu en 1/8) et Castanet (battu en 1/8) se qualifient. Derrière, on trouve Limoges et Lourdes aux 5e et 6e place. Bagnères (promu) se sauve en terminant 8e, devançant St Junien et St Médard en Jalles qui sont relégués en fédérale 2. Le CA Lannemezan avait affiché un objectif sportif : le maintien dans une saison dite de transition. L'objectif est atteint, malgré quelques ratés, contre Montauban et Nevers notamment. L'objectif financier était de ne pas se mettre dans le rouge ; objectif atteint avec un prévisionnel de 520 000 euros, totalement respecté et salué (et donc validé) par la DNACG.
La saison 2013/14 se fera encore une fois en fédérale 1 (antichambre du rugby professionnel). Cette division devient de moins en moins amateur, avec des budgets qui explosent, notamment pour quelques clubs dont l'ambition est claire : la montée en Pro D2. Cette ambition ne semble pas être l'objectif de Lannemezan qui ne pourra tabler que sur un budget stable pour le prochain exercice. Alors, avec des moyens financiers de moins en moins en rapport avec une qualification pour les phases finales, quel peut être le véritable objectif du C.A.Lannemezan ?
Pour la saison 2013-2014 : Lannemezan termine à la 3e place de sa poule en Fédérale 1 (Tyrosse est 1er, Oloron 2e Lannemezan 3e et Castanet-Tolosan 4°; les non qualifiés sont dans l'ordre :Valence d'Agen, Bagnères, Blagnac, Mauléon, Hagetmau et Lourdes; sont relégués en fédérale 2 : le SA Hagetmau et surtout le 8 fois Champion de France FC Lourdes). En phases finales, le CA Lannemezan affronte en match aller et retour Aubenas-Vals : 1/8 de finale aller : à Lannemezan (temps pluvieux et frais, environ 1 500 spectateurs) Lannemezan bat Aubenas 24 à 23 (4 points terrain à 1) //// 1/8 de finale retour : à Aubenas (temps chaud et ensoleillé, environ 3 000 spectateurs) Aubenas bat Lannemezan 39 à 14 (5 points terrain à 0). Au terme de cette double confrontation, Lannemezan est éliminé en 1/8 de finale de Fédérale 1. Finalement, le CA Lannemezan a réussi sa saison sportive (la Nationale B atteint les 1/2 finales battant Macon, Lormont et perdant contre la Réserve de Massy). Rappelons aussi que le pilier Alexandre Barozzi s'est grièvement blessé lors d'une mêlée écroulée lors du derby Lannemezan Bagnères.

#### Relégation en Fédérale 2 2015
Pour la saison 2014-2015 : Le CAL évolue encore en Fédérale 1, mais sa saison s'apparente à un chemin de croix, avec de nombreuses défaites, tant à domicile, qu'à l'extérieur. Finalement, c'est une dernière place en poule 4, derrière Agde, Graulhet et Mauléon, tous concernés par la descente à un moment ou un autre de la saison. Le CAL n'a jamais été à la hauteur des exigences de la Fédérale 1, désormais de moins en moins amateur.
Finalement, le club du Plateau est relégué en Fédérale 2, mais envisage l'avenir sereinement : nouvelle équipe dirigeante amenée notamment par un ancien jeune du CAL qui a fait les beaux jours du club dans les années 94 à 97 (le CAL jouait alors les premiers rôles en Groupe B, la Fédérale 1 d'aujourd'hui) : Christophe Schneider.

#### Accession en Fédérale 1 2018
Le club remonte en Fédérale 1 en 2018.

#### Accession en Nationale 2 2022
En 2022, le club est promu dans le nouveau championnat de Nationale 2.
Le club est quatrième à la quinzième journée avec neuf victoires et six défaites.

## Historique des saisons depuis la recréation du CAL en 2001
| Saison    | Championnat     | Classements     | Classements               | Relégation / Promotion |
| Saison    | Championnat     | Phase de poules | Phases finales            | Relégation / Promotion |
| --------- | --------------- | --------------- | ------------------------- | ---------------------- |
| 2001-2002 | D4 (Fédérale 2) | Relégable       | -                         | en D5                  |
| 2002-2003 | D5 (Fédérale 3) | 2e              | 1/32e                     | -                      |
| 2003-2004 | D5 (Fédérale 3) | 1er             | Vainqueur                 | en D4                  |
| 2004-2005 | D4 (Fédérale 2) | 1er             | 1/8e                      | en D3                  |
| 2005-2006 | D3 (Fédérale 1) | 5e (/8)         | Finaliste (Play-Down)     | -                      |
| 2006-2007 | D3 (Fédérale 1) | 4e (/8)         | 1/4 (Jean Prat)           | -                      |
| 2007-2008 | D3 (Fédérale 1) | 2e (/8)         | 1/4 (Jean Prat)           | -                      |
| 2008-2009 | D3 (Fédérale 1) | 1er (/8)        | Vainqueur (Jean Prat)     | en D2                  |
| 2009-2010 | D2 (Pro D2)     | 16e (/16)       | -                         | en D3                  |
| 2010-2011 | D3 (Fédérale 1) | 4e (/12)        | 1/8e                      | -                      |
| 2011-2012 | D3 (Fédérale 1) | 5e (/10)        | -                         | -                      |
| 2012-2013 | D3 (Fédérale 1) | 7e (/10)        | -                         | -                      |
| 2013-2014 | D3 (Fédérale 1) | 3e (/10)        | 1/8e                      | -                      |
| 2014-2015 | D3 (Fédérale 1) | 10e (/10)       | -                         | en D4                  |
| 2015-2016 | D4 (Fédérale 2) | 7e (/10)        | -                         | -                      |
| 2016-2017 | D4 (Fédérale 2) | 6e (/10)        | barrages                  | -                      |
| 2017-2018 | D4 (Fédérale 2) | 2e (/10)        | 1/4e                      | en D3                  |
| 2018-2019 | D3 (Fédérale 1) | 6e (/12)        | 1/8e (Yves du Manoir)     | -                      |
| 2019-2020 | D3 (Fédérale 1) | 6e (/12)        | suspension du championnat | en D4                  |
| 2020-2021 | D4 (Fédérale 1) | 7e (/12)        | suspension du championnat | -                      |
| 2021-2022 | D4 (Fédérale 1) | 5e (/12)        | -                         | en D4                  |

## Palmarès

### Détail du palmarès
| Compétitions nationales | Compétitions nationales disparues | Compétitions de jeunes |
| - Trophée Jean Prat - Fédérale 1 : - Champion (1) : 2009 - Play-Down - Fédérale 1 : - Champion (1) : 2006 - Championnat de France de deuxième division : - Vice-champion (1) : 1961 - Championnat de France de Fédérale 3 : - Champion (1) : 2004 | - Championnat de France Fédérale B : - Champion (1) : 1989 - Vice-champion (1) : 1982 - Championnat de France Nationale B : - Champion (1) : 1997 - Coupe de l'offensive : - Champion (1) : 2005 - Challenge de l'Essor : - Champion (1) : 2005 | - Coupe Frantz-Reichel : - Vice-champion (1) : 1964 - Championnat de France Cadets : - Champion (1) : 1975 - Championnat de France Crabos : - Champion (1) : 1963 - Championnat de France Crabos B : - Champion (1) : 1996 |

### Finales disputées
| Date de la finale | Catégorie | Division                          | Vainqueur             | Score   | Finaliste         | Lieu de la finale                     | Spectateurs |
| ----------------- | --------- | --------------------------------- | --------------------- | ------- | ----------------- | ------------------------------------- | ----------- |
| 14 mai 1961       | Seniors   | 2e Division fédérale              | AS Saint Junien       | 6 – 3   | CA Lannemezan     | Stade Gaston-Simounet, Bergerac       | n.c.        |
| 1963              | Juniors B | Coupe René Crabos                 | CA Lannemezan         | 8 – 6   | USAP Perpignan    | n.c.                                  | n.c.        |
| 1964              | Juniors A | Coupe Frantz Reichel              | Racing club de France | 3 – 0   | CA Lannemezan     | Stadium, Toulouse                     | n.c.        |
| 1975              | Cadets    | Cadets                            | CA Lannemezan         | 19 – 3  | RC Toulon         | Stade de La Croix de Berny, Antony    | n.c.        |
| 1982              | Seniors   | Réserves 2e division - Fédérale B | US Montmélian         | 12 – 11 | CA Lannemezan     | Stade Pierre-Ramadier, Lunel          | n.c.        |
| 1989              | Seniors   | Réserves 2e division - Fédérale B | CA Lannemezan         | 16 – 9  | US Vinay          | n.c.                                  | n.c.        |
| 1996              | Juniors   | 1re et 2e année                   | CA Lannemezan         | 5 – 3   | Castres olympique | Stade des Corsaires, Muret            | n.c.        |
| 25 mai 1997       | Seniors   | Nationale B                       | CA Lannemezan         | 12 – 6  | RC Châteaurenard  | Stade Roger-Couderc, Port-la-Nouvelle | n.c.        |
| 20 juin 2004      | Seniors   | Fédérale 3                        | CA Lannemezan         | 20 – 8  | RC Sorgues        | Stade Albert-Domec, Carcassonne       | 5 000       |
| 11 juin 2006      | Seniors   | Fédérale 1 - Play Down            | SO Millau             | 29 – 21 | CA Lannemezan     | Stade Sapiac, Montauban               | 2 500       |
| 14 juin 2009      | Seniors   | Fédérale 1 - Trophée Jean Prat    | CA Lannemezan         | 9 – 6   | Pays d'Aix RC     | Stade Albert-Domec, Carcassonne       | 7 000       |

## Personnalités du club

### Joueurs emblématiques
- Cyril Baille
- Jean-Paul Baux
- Philippe Berbizier
- Pierre Berbizier
- Philippe Bérot
- Marc Pujolle
- Roger Biffi
- Maurice Dupey
- René Hourquet[3]
- Félix Lacrampe
- Louis Llari
- Arnaud Méla
- Laurent Pedrosa
- Laurent Rodriguez

### Entraîneurs successifs
- saison 1994-95 :  Pierre Ramouneda
- saison 1995-97 :  Marcel Uzaralde -  Claude Peyregne
- saison 1997-99 :  Marcel Uzaralde -  Christian Martinez -  Pierre Casteran
- saison 1999-00 :  Alex Martinez -  Michel Antichan
- saison 2001-02 :  Joel Capelle -  Jean-François Eychenne
- saison 2002-04 :  Marcel Uzaralde -  Michel Antichan
- saison 2004-05 :  Michel Antichan Gilles Romeau
- saison 2005-06 :  Marc Dantin -  Michel Antichan
- Saison 2006-09 :  Marc Dantin -  Michel Antichan
- Saison 2009-10 :  Marc Dantin -  Patrick Bentayou
- Saison 2010-11 :  Patrick Furet -  Frédéric Cazaux
- Saison 2011-12 :  Patrick Furet -  Philippe Carbonneau
- Saison 2012-13 :  Frédéric Cazaux -  Laurent Dossat
- Saison 2021-22 :  Jean-Paul Trille -  Sébastien Pettigiani -  Frédéric Pujo

## Image et identité

### Logos
Le logo actuel du club est apparu en 2008. Il représente un ovale symbolisant un ballon de rugby, bicolore blanc et rouge. Le blanc représente le ciel, le rouge représente la chaîne pyrénéenne avec le pic du Midi de Bigorre visible. Il existe sous deux formes : inscription « Cercle Amical Lannemezanais » en majuscules rouges, surmontée de « Hautes-Pyrénées » en noir, ou inscription CAL en majuscules rouges, surmontant « Hautes-Pyrénées » en noir.

Évolution du logo
Logo du Lannemezan Tarbes 65 de 2000 à 2001.
Logo du CA Lannemezan de 2001 à 2008.
Logo du CA Lannemezan depuis 2008.

### Mascotte
La mascotte du CAL nommée Calacasi a fait son apparition lors du match aller de 1/4 de finale du Trophée Jean Prat, contre Marmande-Casteljaloux, lors de la saison 2008-2009. Elle représente un coq, crête rouge, tête noire et corps blanc. Ce coq est une allusion au coq du café Clarens (siège social du club), qui s'illumine lorsque le CAL remporte une victoire.

### Supporters
- Amicale des anciens du CAL
- La boutique du CAL - Rue Alsace-Lorraine - Vente de cartes d'abonnement et de vêtements à l'effigie du club.

### Rivalité
- Avec le Tarbes Pyrénées rugby :

La rivalité avec le Tarbes Pyrénées rugby est récente. En cause, la fusion ratée au début des années 2000, dans lequel le nom de Lannemezan fut absorbé. Cette rivalité reste ancrée depuis, même si aucun match officiel n'a eu lieu entre les deux formations depuis l'échec de la fusion. Mais la saison 2009-2010 marque un tournant, avec la présence des deux équipes en Pro D2 où celles-ci se rencontreront 2 fois sur le terrain, avec pour enjeu la suprématie départementale.
Ces deux équipes ne s'étaient pas rencontrées depuis la saison 1987-1988. La première manche, à Tarbes, a été à l'avantage de Lannemezan, 13-12. Le match retour, délocalisé à Tarbes pour permettre une meilleure affluence, a permis au TPR de prendre sa revanche, en l'emportant sur le score de 39 à 16.
Lors de la saison 2010-2011, le CAL évoluant alors en Fédérale 1, a rencontré le TPR en match amical, dans le cadre du Trophée de Bigorre. Le TPR s'est alors imposé par 56 à 8.
Le CAL a également participé au trophée de Bigorre lors de l'intersaison 2011, où le club a de nouveau rencontré le TPR. Le match s'est soldé par une lourde défaite sur le score de 40 à 10, alors que le CAL menait à la mi-temps par 10 à 5.
Désormais, les relations entre le Stado Tarbes et le CA Lannemezan sont apaisées.

## Infrastructures

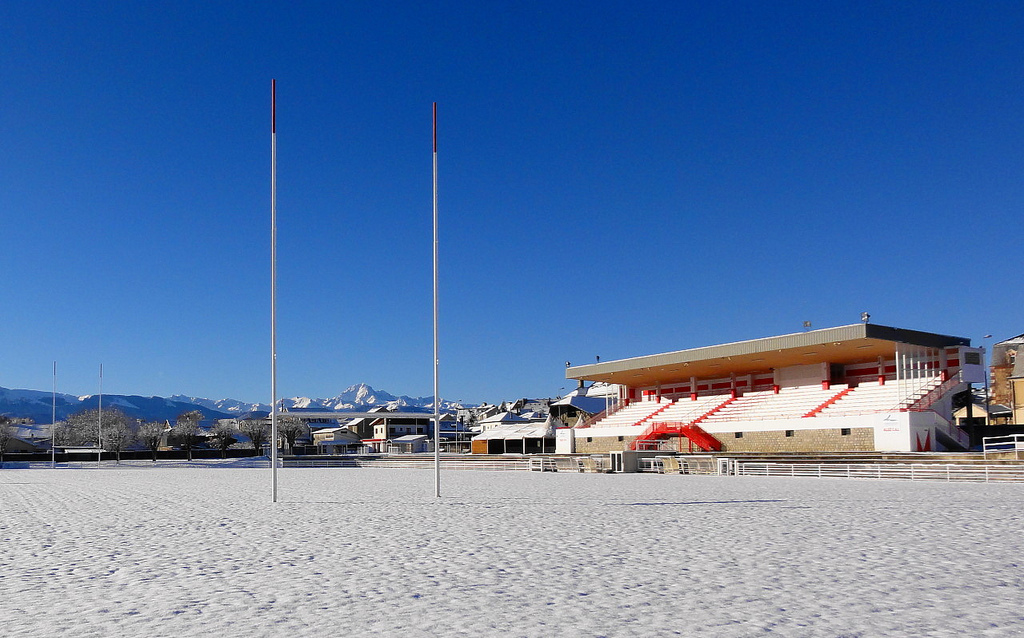
Stade
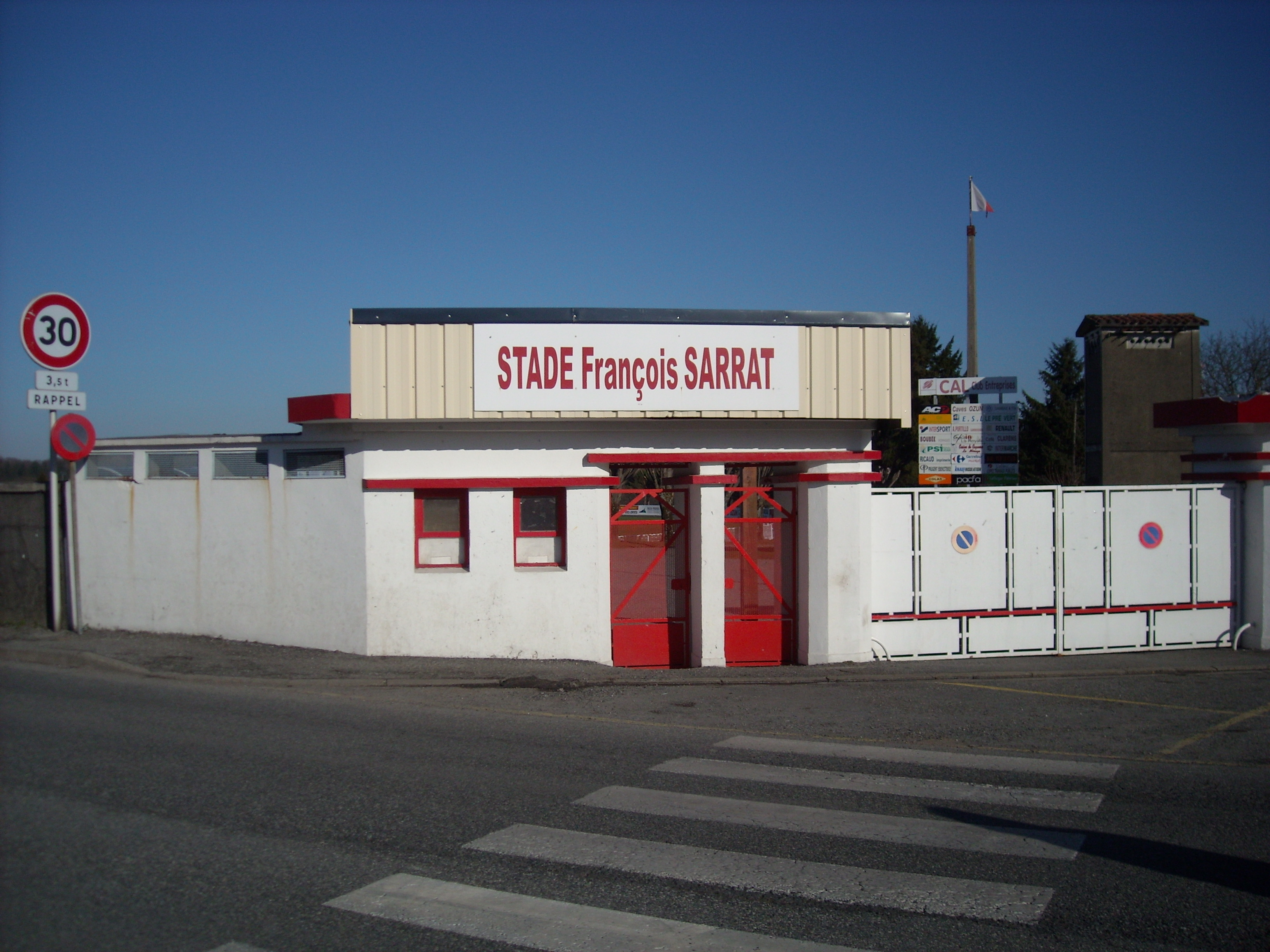
Entrée
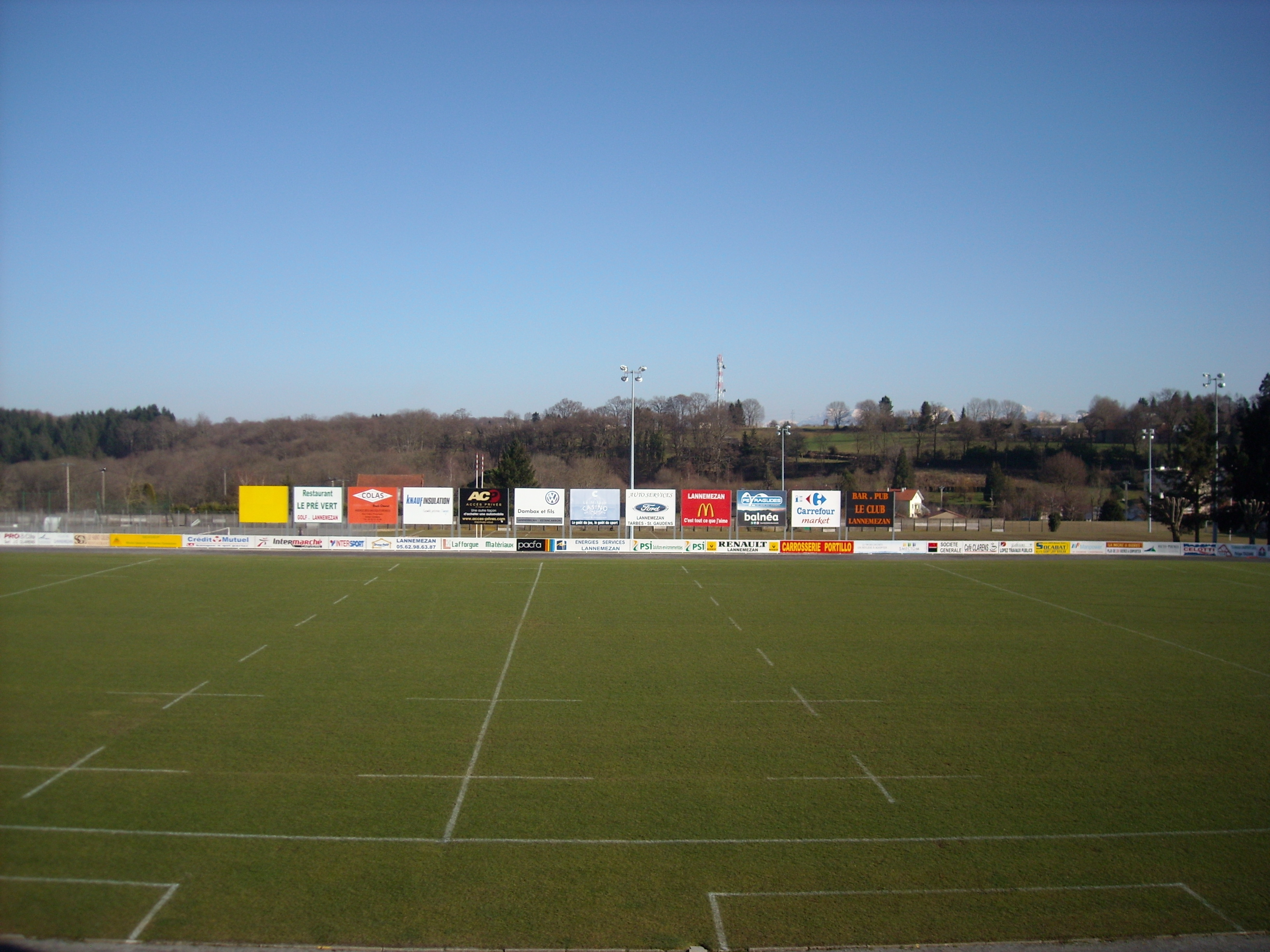
Pelouse
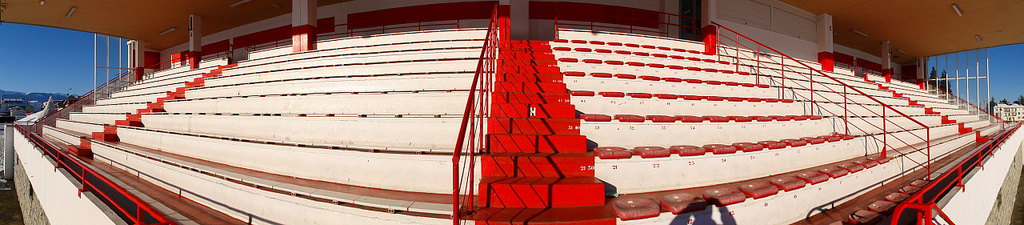
Gradins

Le CAL joue à domicile au stade François-Sarrat, rue du Stade. Doté d'une tribune principale couverte et de tribunes de plein air, de capacité 5 000 personnes. Deux autres terrains de rugby sont aussi présents, réservés aux entraînements.